# Jürgen Peters (Designer)
Jürgen Peters (* 1931 in Wittstock/Dosse; † 23. Februar 2009 in Berlin) war ein deutscher Designer, der für die Formgestaltung vieler Industrie- und Konsumprodukte in der DDR verantwortlich war.

## Leben
Jürgen Peters wurde in Wittstock geboren, wuchs aber im mecklenburgischen Goldberg auf. Dort lernte er von 1947 bis 1950 das Handwerk des Schmieds. Anschließend studierte er an der Fachschule für angewandte Kunst in Wismar und wechselte nach drei Jahren an die Hochschule für bildende und angewandte Kunst in Berlin-Weißensee. Bereits als Student legte er Gestaltungsentwürfe für Konsumgüter vor, die auch produziert wurden. 1958 schloss er das Studium in Weißensee als Diplom-Industriegestalter ab.
Anschließend arbeitete er am Design von Lokomotiven und technischen Konsumgütern. Mit seinen funktionalistischen Entwürfen wurde Peters in eine Neuauflage der Formalismusstreits verwickelt: Karl-Heinz Hagen veröffentlichte im ND im Oktober 1962 einen Verriss der Designausstellung auf der Fünften Deutschen Kunstausstellung in Dresden. Zu den namentlich kritisierten Gestaltern gehörte auch Peters mit seinem Phonogerät-Entwurf Stereo 72, den Hagen als kalt, und eher für ein Labor als für eine Wohnung geeignet charakterisierte. Stereo 72 wurde nicht produziert.
1965 wurde Peters Abteilungsleiter „Wohnen“ am Zentralinstitut für Gestaltung, das 1972 zum Amt für industrielle Formgestaltung (AIF) wurde. Von 1972 bis 1981 war Peters Abteilungsleiter „Technische Konsumgüter“ im AIF. 1981 erhielt er als Teil eines Kollektivs des Amtes für industrielle Formgestaltung den Designpreis der DDR. Bis 1990 arbeitete er am AIF, zuletzt als Leiter der Abteilung „Design-Strategie“.

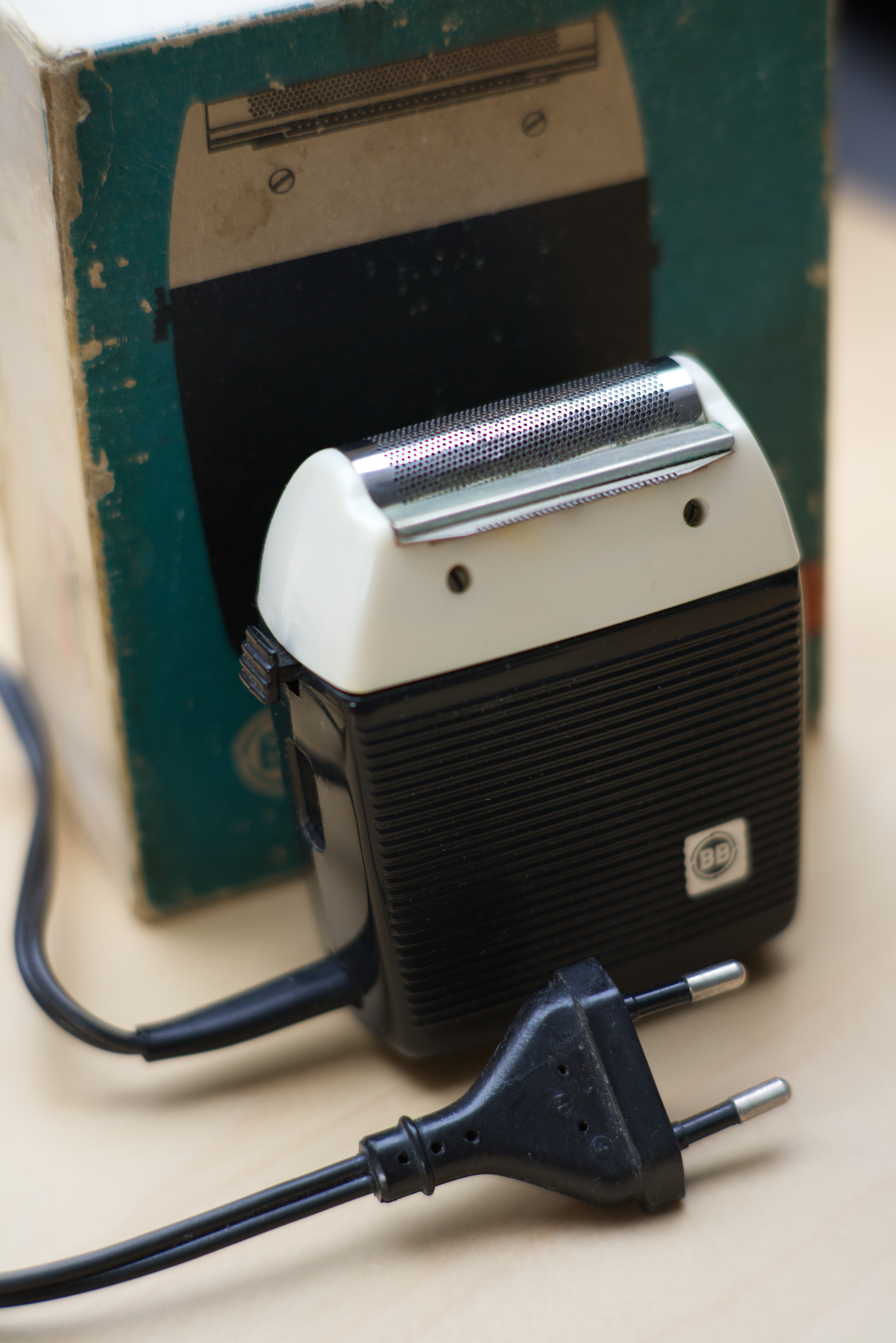
BEBO-SHER-Elektrorasierapparat Typ 014, Jürgen Peters, 1962 (mit Verpackung im Hintergrund)

## Entwürfe
- Fernsehgerät Alex, Stern-Radio Berlin[4] 1957
- Spiegelreflexkamera Pentina,  VEB Pentacon Dresden, Produktion ab 1960 (Diplomarbeit von Peters von 1958)
- Schreibmaschine E 14/15, erstes Modell mit Plastverkleidung, Entwurf 1961 zusammen mit Gerhard Schöne, 1964 als Gute Form ausgezeichnet
- Diesellok V 180, Beteiligung an Gestaltung 1961
- Rasierapparat bebo sher Junior, Produktion ab 1962, Goldmedaille für hervorragende Formgebung 1962[5]
- Diesellok V 200 mit Karosserieteilen aus GFK (1965)[6]
- Radio Olympic
- Fernsehgerät Weißensee
- Diesellok V 100